# Leptoteratura koncharangi
Leptoteratura koncharangi är en insektsart som beskrevs av Andrej Vasiljevitj Gorochov 1998. Leptoteratura koncharangi ingår i släktet Leptoteratura och familjen vårtbitare. Inga underarter finns listade i Catalogue of Life.